# Trichopoda pictipennis
Trichopoda pictipennis là một loài ruồi trong họ Tachinidae.